# Genetta pardina
Genetta pardina là một loài động vật có vú trong họ Cầy, bộ Ăn thịt. Loài này được I. Geoffroy Saint-Hilaire mô tả năm 1832.

## Hình ảnh

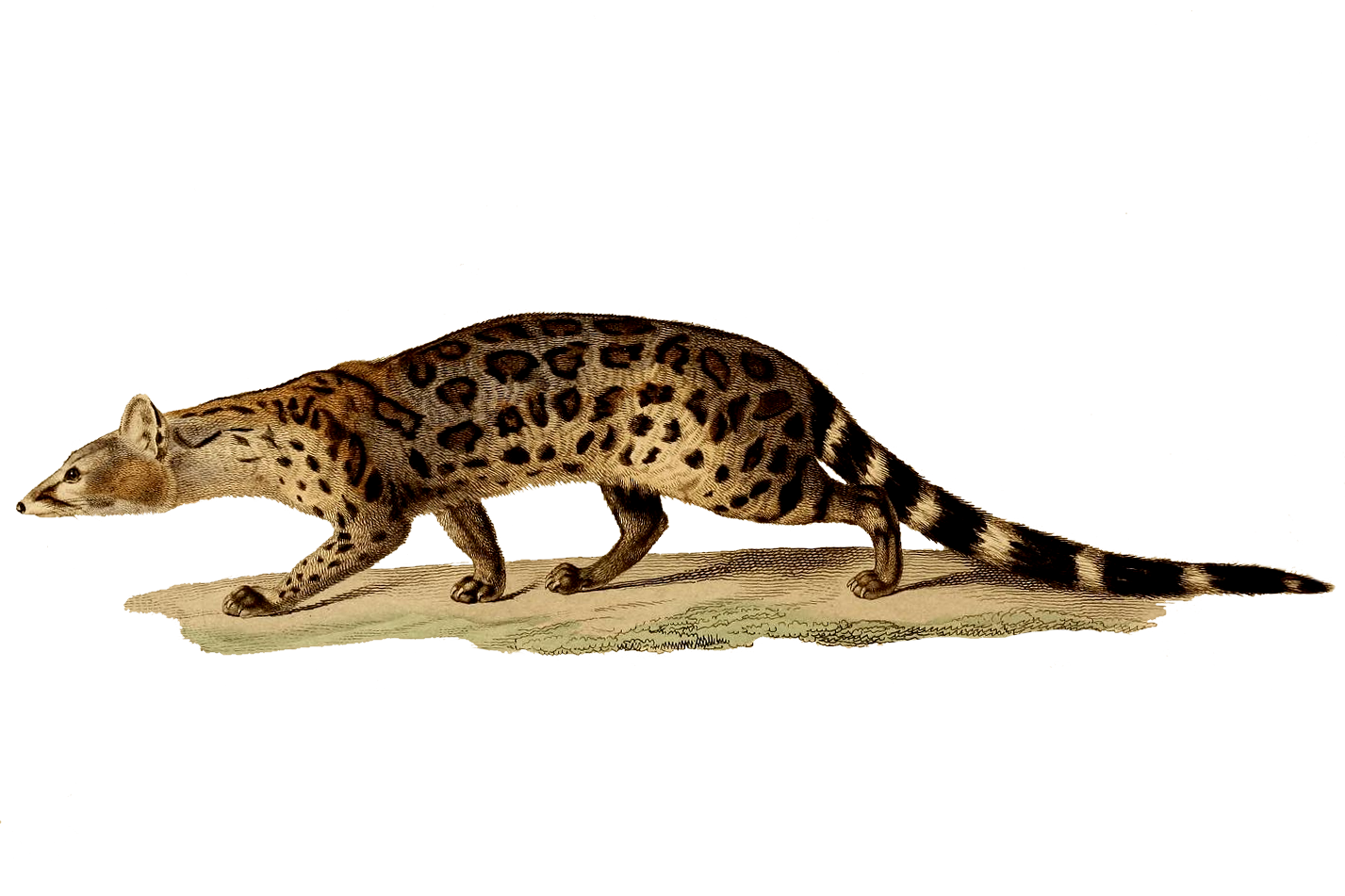